# Станевце (община Прешево)
 Тази статия е за селото в Сърбия.  За селото в Република Македония вижте Станевци.  
Станевце (на сръбски: Станевце или Stanevce; на албански: Staneci) е село в Югоизточна Сърбия, Пчински окръг, община Прешево.

## История
В края на XIX век Станевце е село в Кумановската каза на Османската империя. Според патриаршеския митрополит Фирмилиан в 1902 година в селото има 20 сръбски патриаршистки къщи.
Албанците в община Прешево бойкотират проведеното през 2011 г. преброяване на населението.
Според преброяването на населението от 2002 г. селото има 68 жители – 67 албанци и 1 бошняк.